# 1868年サウスカロライナ州知事選挙

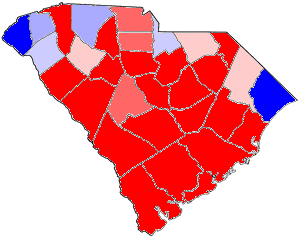
1868年サウスカロライナ州知事選挙結果
スコットが65%以上を得票
スコットが60%から64%以上を得票
スコットが55%から59%を得票
スコットが50%から54%を得票
ポーターが50%から54%を得票
ポーターが55%から59%を得票
ポーターが60%から64%を得票
ポーターが65%以上を得票

1868年のサウスカロライナ州知事選挙は、1868年4月14日から4月16日まで3日間にわたって実施された、公選によるサウスカロライナ州知事の選出選挙である。この選挙は1868年のサウスカロライナ州憲法に基づき、全州一斉の投票が行われた。この選挙は黒人の参政権が認められた最初の州知事選挙であり、黒人の大多数から支持を受けたロバート・キングストン・スコットが勝利した。

## 選挙活動
1867年3月、共和党はサウスカロライナ州における政治基盤を構築するため、サウスカロライナ州民主党を設立した。州共和党は主に自由黒人（解放奴隷）やスキャラワグ（南部の再編入を支持した南部白人）、カーペットバッガー（南北戦争後に南部にやってきた北部人）らとの連携を図り、連邦主義を擁護するユニオンリーグからの強い支持を受けた。州共和党は解放黒人局の副局長ロバート・キングストン・スコットを州知事候補として擁立した。
一方、南北戦争以降、州の政治に対してあまり活動的ではなかった民主党も、1868年の州知事選挙に向けて組織の再編を図った。民主党はウィリアム・ポーターを州知事候補として指名した。だがポーターはその指名を断り、その代わり有権者に対して、現体制に不満があるならばその意思を票にして投じればよいよと呼びかけた。にもかかわらず民主党はポーターをそのまま公認候補として残し、白人優越論を掲げて選挙運動を展開した。

## 一般投票
1868年サウスカロライナ州知事選挙結果の一般投票は、4月14日から4月16日まで3日間かけて実施された。結果は共和党のロバート・キングストン・スコットが民主党のウィリアム・ポーターを大差で破り、共和党員として最初のサウスカロライナ州知事に当選した。スコットは特に黒人から大きな支持を受けた。
| 選挙結果 | 選挙結果 | 選挙結果                         | 選挙結果 | 選挙結果 |
| 所属     | 所属     | 候補者名                         | 得票数   | 得票率   |
| -------- | -------- | -------------------------------- | -------- | -------- |
|          | 共和党   | ロバート・キングストン・スコット | 69,693   | 75.1 %   |
|          | 民主党   | ウィリアム・ポーター             | 23,057   | 24.9 %   |
| 合計     | 合計     | 合計                             | 92,750   |          |